# Classificazione delle lingue romanze

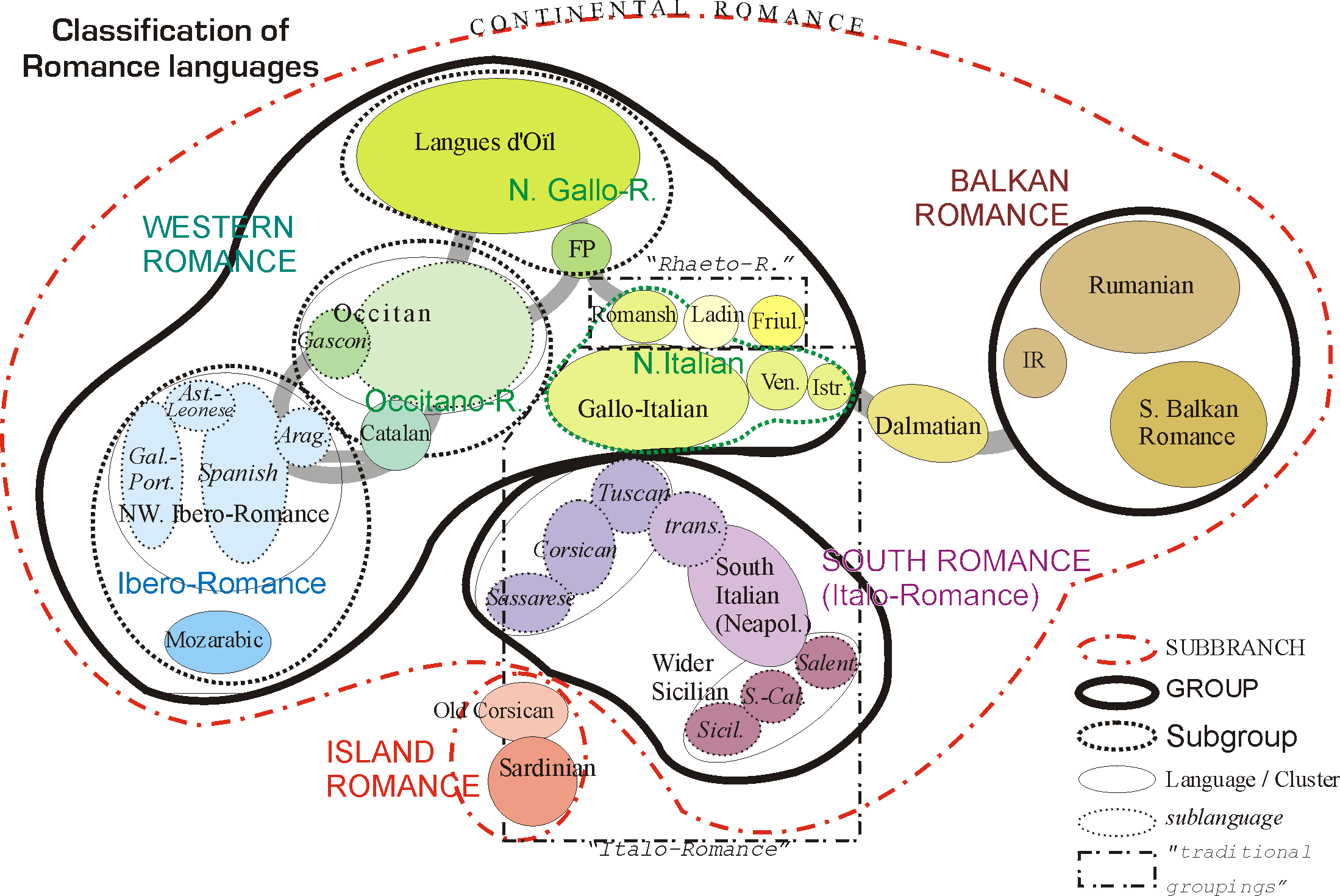
Una possibile classificazione delle lingue romanze basata esclusivamente sul confronto degli elementi strutturali, in contrapposizione alle suddivisione tradizionale.

La classificazione interna delle lingue romanze è un argomento complesso e spesso controverso che può non avere una risposta univoca. Sono state proposte varie classificazioni, basate su diversi criteri.

## Problemi di classificazione
La classificazione delle lingue è, in generale, problematica. In particolare le lingue romanze (così come altre famiglie diffusesi su aree non molto frazionate) formano un vasto continuum dialettale attraversato da numerosi e divergenti fenomeni lessicali, strutturali e fonetici. Tale continuità linguistica tra le varie parlate implica necessariamente, oltre alla succitata difficoltà nell'identificare una precisa realtà linguistica locale distinta dalle circostanti, che sia sempre difficile (se non in certi casi impossibile) dare una precisa classificazione di tutte le parlate romanze. Infatti, anche raggruppando queste parlate per analogie basandoci su criteri unicamente glottologici, non si possono tracciare confini netti e dunque trovare un criterio linguistico che possa distinguere senza sfumature o transizioni delle sottofamiglie della famiglia romanza. Per queste ragioni già H. Schuchardt (Über die Klassification der romanischen Mundarten, 1900) mostrò l'impossibilità di dare una classificazione del tutto scientifica dei dialetti romanzi.
Nelle zone di transizione tra una famiglia all'altra si ricorre dunque a criteri di tipo culturale o sociolinguistico (come i concetti di “orbita culturale” o “lingua tetto”), che però possono variare a seconda degli autori. Dunque possono coesistere classificazioni divergenti delle lingue di uno stesso continuum dialettale senza che queste siano fra loro in contraddizione, poiché basate su diversi criteri. Ad esempio, alcuni tendono a voler considerare occitano e catalano come varianti di una stessa lingua, afferente a un potenziale raggruppamento linguistico occitano-romanzo, osservando che il guascone, considerato un idioma affine all'occitano, sembra essere più discosto da quest'ultimo di quanto non lo sia il catalano; secondo altri, invece, l'occitano andrebbe classificato come idioma gallo-romanzo, afferente al gruppo d'oc, mentre il catalano come ibero-romanzo.
Le lingue gallo-italiche, parlate nella maggior parte dell'Italia settentrionale, sono incluse da molti linguisti nel gruppo italo-romanzo mentre altre classificazioni (principalmente quelle di Ethnologue o dell'UNESCO) le includono nel gallo-romanzo in virtù dei fenomeni di transizione con le parlate occitane. In Italia, quasi nessun linguista oggi si avventura - su basi scientifiche - nell'affermare che il gallurese (alquanto affine alla variante meridionale della lingua còrsa) sia afferente alla lingua sarda, dalle cui varianti logudoresi pure è stato influenzato. Esempi notevoli di dialetti (o lingue) di transizione sono il sassarese, l'istrioto e il nizzardo.
A volte si ha pure il caso di lingue con un alto grado di intelligibilità inserite in diversi gruppi linguistici (es. italiano-occitano-valenciano) e di lingue scarsamente intelligibili tra loro (guascone/occitano) o affatto inintellegibili tra loro (francese/catalano) inserite nel medesimo ramo delle lingue romanze.

### Criteri di classificazione
Poiché due varietà linguistiche geograficamente vicine hanno in comune una gran parte del lessico, che è il settore di ogni lingua più soggetto alla variazione, per la classificazione delle lingue è opportuno fondarsi su altri criteri. Si tiene in particolare conto della tipologia linguistica: le lingue romanze sono, entro un certo grado, tipologicamente diverse tra loro; vale a dire, bisogna tener conto di una loro diversa base tipologica. A tal fine vengono messi a confronto fenomeni (fonetici, morfologici, sintattici, lessicali) di conservazione con i rispettivi fenomeni di innovazione. Questi fenomeni si presentano perlopiù indipendentemente gli uni dagli altri, dunque le loro distribuzioni spesso non coincidono. Di conseguenza, nel redigere una classificazione, gli autori devono stabilire una gerarchia tra i fenomeni linguistici.
La maggior parte degli autori (ad esempio C. Tagliavini, W. von Wartburg, A. Vàrvaro, M. Dardano) danno maggiore importanza ai livelli morfologico e sintattico, che rappresentano le strutture fondamentali di una lingua in quanto strutture interne, nelle quali dunque i fenomeni di conservazione e innovazione assumono maggior rilievo. Altri autori invece (ad esempio P. Bec) prediligono la fonetica, intesa - in quanto settore più conservativo di una lingua - come strumento di indagine sul sostrato e sullo stato più antico dello sviluppo della lingua.
- Forma del plurale: alcune lingue romanze (come lo spagnolo, il catalano e il francese) formano il plurale aggiungendo /s/ (dall'accusativo plurale latino: illos lupos, illas capras), mentre altre (come l'italiano e il rumeno) cambiano la vocale finale (dal nominativo plurale latino: illi lupi, illae caprae). Un'ipotesi alternativa sostiene che questa differenza sia dovuta in ultima analisi a un mutamento di /+s/ dapprima in */+j/ e successivamente in /+i/, piuttosto che per una derivazione dal nominativo plurale latino: tale ipotesi prende ad esempio l'esito in italiano del latino (sia nominativo sia accusativo) nos → noi.
  - Plurale vocalico: italiano, siciliano, veneto, lombardo[1], emiliano, romagnolo, piemontese, ligure, dalmatico, rumeno, napoletano[2].
  - Plurale vocalico e sigmatico: friulano[3], ladino[4], romancio[5], alcuni dialetti dell’occitano.
  - Plurale sigmatico: portoghese, galiziano, spagnolo, catalano, alcuni dialetti occitani, franco-provenzale, francese, sardo.
- Lenizione o perdita delle occlusive sorde /p, t, k/: alcune lingue romanze (come spagnolo, portoghese, francese, sardo, ecc.) presentano una lenizione o perdita delle occlusive sorde /p, t, k/, mentre altre (come italiano, rumeno, dalmatico) non mostrano lenizioni o perdite di queste occlusive.
  - Lenizione o perdita delle occlusive sorde /p, t, k/: spagnolo, portoghese, galiziano, asturo-leonese, catalano, occitano, francese, friulano, ladino, romancio, lombardo, piemontese, emiliano, romagnolo, ligure, veneto e sardo.
  - Non-lenizione o perdita delle occlusive sorde /p, t, k/: italiano, napoletano, siciliano, còrso, rumeno, dalmatico e mozarabico.
- Indebolimento o caduta della vocale finale non accentata: avviene in alcune lingue e non in altre. Per esempio: le parole latine lupu(m), luna diventano in italiano lupo, luna o in spagnolo lobo, luna ma in francese loup ([lu]), lune ([lyn], dal francese antico ['lynə]):
  - Vocali finali intatte: portoghese, gallego, spagnolo, sardo, ligure, còrso, italiano, siciliano;
  - vocali finali cadute, conservate solo nel femminile: catalano, occitano, lombardo, piemontese, emiliano, romagnolo, veneto, friulano, romeno, francese antico;
  - vocali finali cadute: francese moderno
- Comparativo: sparito il comparativo sintetico latino, le varie lingue romanze usano espressioni perifrastiche con continuazioni di plus o di magis:
  - plus: francese, italiano, sardo, còrso, friulano, napoletano, lombardo, piemontese, emiliano, romagnolo, ligure, veneto.
  - magis: portoghese, galiziano, spagnolo, catalano, leonese, occitano, romeno.
- Numerali: in alcune lingue la parola per 16 è "sei-dieci" come 11-15; in altre è "dieci-sei", come 17-19:
  - "Sei-dieci": sardo, catalano, occitano, francese, corso, italiano, leonese, friulano, siciliano, lombardo, piemontese, emiliano, romagnolo, ligure, napoletano;
  - "Dieci-sei: portoghese, galiziano, spagnolo;
  - "Sei-sopra-dieci": romeno (in quest'ultima lingua tutti i numerali da undici a diciannove si formano seguendo il modello slavo "n-sopra-dieci")
- Ausiliari: i verbi latini habere, tenere ed esse sono usati in modo differente per "tenere", "avere", "aver fatto" e "c'è":
  - THHH: occitano, francese, siciliano (in francese si dice je tiens, j'ai, j'ai fait, il y a; queste sono quindi rispettivamente derivate di Tenere, Habere, Habere, Habere);
  - THHE: italiano, romeno, friulano, lombardo, piemontese, veneto, emiliano, romagnolo, ligure, e sardo (campidanese) (E per Esse, "essere" in italiano, "este" in romeno);
  - TTTT: portoghese (solo Brasile);
  - TTTH: portoghese, gallego e leonese;
  - TTHH: spagnolo, catalano, napoletano e sardo (logudorese);
- Passato composto: alcune lingue usano solo "avere" per formare i tempi composti del passato di tutti i verbi; altre usano "essere" per alcuni verbi, generalmente per quelli che esprimono un'idea di movimento o di divenire:
  - Solo "avere": portoghese, gallego, spagnolo, catalano, romeno, siciliano, napoletano;
  - "Avere" ed "essere": occitano, francese, lombardo, veneto, piemontese, emiliano, romagnolo, ligure, sardo, friulano, italiano.
- Particella affermativa:
  - dal latino "sic est": italiano, friulano e còrso (sì, isié, iè); spagnolo e catalano (sí); portoghese (sim); galiziano e nizzardo (si); siciliano (sè); retoromanzo (schi nel romancio); istrioto (seî o sèi);
  - "eja", dal latino "etiam": sardo;
  - "emmo","embo" dal latino "immo": sardo;
  - "oui" < "oïl", dal latino "illud est" o "hoc ille (est)": francese;
  - Dal latino “est: lombardo e napoletano “è”[senza fonte];  piemontese “é”.[6]
  - Dal latino “hoc est“: lombardo (“œu” oppure “aé”), occitano (“òc”)[senza fonte] piemontese (“òj” oppure “ò”)[6], emiliano ói")[7].

## Schemi di classificazione
Vi sono vari schemi di classificazione.

### Schema del Tagliavini
Carlo Tagliavini propose la seguente classificazione delle lingue neolatine:
- dominio balcano-romanzo
  - rumeno
- dominio italo-romanzo
  - dalmatico (con elementi propri del dominio balcano-romanzo)
  - italiano
  - sardo
  - ladino
- dominio gallo-romanzo
  - francese
  - franco-provenzale
  - provenzale (e guascone)
  - catalano (con elementi propri del dominio ibero-romanzo)
- dominio ibero-romanzo
  - spagnolo
  - portoghese

### Schema del Bec
Lo schema proposto da Pierre Bec per le lingue neolatine, che divide le lingue in due grandi ramificazioni (Romània occidentale e Romània orientale), è invece il seguente:
- Romània occidentale
  - gallo-romanzo
    - gallo-romanzo "francese" / "d'oïl"
      - francese
      - franco-provenzale

    - gallo-romanzo "occitano" / "d'oc"
      - occitano classico
      - guascone (tendente all'ibero-romanzo)
      - catalano (tendente all'ibero-romanzo)

    - gallo-romanzo "italiano" / "cisalpino"
      - reto-friulano
      - gallo-italiano

  - ibero-romanzo
    - spagnolo
    - portoghese
- Romània orientale
  - italo-romanzo
    - italiano
    - sardo

  - balcano-romanzo
    - romeno
    - dalmata (tendente all'italo-romanzo)

### Schema Ethnologue
Secondo Ethnologue (16ª ed.) le lingue neolatine (che sarebbero 43) si differenziano in tre rami principali, a loro volta ancora sottolivellati:
Tra parentesi tonde, è indicato il numero di lingue di ogni gruppo e la zona dove vengono parlate; tra parentesi quadre, è invece riportato il codice di classificazione internazionale linguistico.
- Lingue Romanze (43)
  - Lingue romanze orientali (4)
    - Lingua aromena [rup] (Grecia)
    - Romeno[ron] (Romania)
    - Istroromeno [ruo] (Croazia)
    - Meglenoromeno [ruq] (Grecia)

  - Italo-Occidentali (32)
    - Lingue Italo-Dalmate (6)
      - Dalmatico (†)
      - Lingua istriota [ist] (Croazia)
      - Italiano [ita] (Italia)
      - Giudeo-italiano [itk] (Italia)
      - Lingua napoletana [nap] (Italia)
      - Siciliano [scn] (Italia)

    - Occidentali (29)
      - Lingue gallo-iberiche (26)
        - Lingue gallo-romanze (14)
          - Gallo-Italiche (5)
            - Emiliano [egl] / Romagnolo (Italia)
            - Ligure [lij] (Italia)
            - Lombardo [lmo] (Italia)
            - Piemontese [pms] (Italia)
            - Veneto [vec] (Italia)

          - Gallo-Retiche (9)
            - Oil (6)
              - Francese (5)
                - Francese [fra] (Francia)
                - Francese cajun [frc] (USA)
                - Lingua piccarda [pcd] (Francia)
                - Lingua vallona [wln] (Belgio)
                - Zarfatico [zrp] (Francia)

              - Sudorientali (1)
                - Arpitano [frp] (Francia)

            - Retiche (3)
              - Friuliano [fur] (Italia)
              - Ladino [lld] (Italia)
              - Lingua romancia [roh] (Svizzera)

        - Lingue ibero-romanze (12)
          - Lingue d'Oc (2)
            - Lingua occitana [oci] (Francia, Spagna, Italia)
            - Shuadit [sdt] (Francia) †

          - Iberico orientale (1)
            - Lingua catalana [cat] (Spagna)

          - Iberico occidentali (10)
            - Asturiano-leonese (2)
              - Asturiano [ast] (Spagna)
              - Lingua mirandese [mwl] (Portogallo)

            - Lingue castigliane (4)
              - Lingua estremegna [ext] (Spagna)
              - Lingua giudeo-spagnola [lad] (Israele)
              - Lingua spagnola [spa] (Spagna)
              - Lingua spagnola amazzonica [spq] (Perù)

            - Lingua galiziano-portoghese(4)
              - Lingua fala [fax] (Spagna)
              - Galiziano [glg] (Spagna)
              - Minderico [drc] (Portogallo)
              - Portoghese [por] (Portogallo)

      - Lingue Pirenaiche-Mozarabiche (1)
        - Lingue pirenaiche (1)
          - Aragonese [arg] (Spagna)

        - Mozarabico (†)

  - Lingue romanze insulari (5)
    - Lingua corsa [cos] (Francia)
    - Lingua sarda [srd] (4)
      - Sardo campidanese [sro] (Italia)
      - Sardo gallurese [sdn] (Italia)
      - Sardo logudorese [src] (Italia)
      - Sardo sassarese [sdc] (Italia)[11]

## Gruppi di classificazione incerta
- gruppo africano
  - romanzo d'Africa †
- mozarabico †
- gruppo pannonico o centrale (classificazione incerta, non ne è attestata l'esistenza)
  - romanzo di Pannonia †
- gruppo britannico (forse legato al gallo della Bretagna e quindi al gruppo settentrionale)
  - romanzo britannico †